# NGC 1688
NGC 1688 (również PGC 16050) – galaktyka spiralna z poprzeczką (SBc), znajdująca się w gwiazdozbiorze Złotej Ryby. Odkrył ją John Herschel 4 grudnia 1834 roku.